# Zenon Moskwa
Zenon Moskwa (ur. 2 lutego 1929 roku we Lwowie, zm. 25 listopada 1992 roku w Katowicach) – polski artysta malarz, grafik, twórca plakatów, pedagog.

## Życiorys
W roku 1935 podjął naukę w szkole powszechnej w Warszawie. W roku 1945 przyjechał z rodzicami na Śląsk, maturę zdał w Katowicach. W kolejnych latach studiował na katowickim Wydziale Grafiki Akademii Sztuk Pięknych w Krakowie, gdzie w roku 1956 uzyskał dyplom w  pracowni Bogusława Góreckiego.
Od roku 1966  był członkiem Grupy Arkat i aż do 1973 czynnie uczestniczył we wszystkich jej wystawach. W tym czasie współpracował też z Wydawnictwem Artystyczno-Graficznym w Katowicach oraz z Wydawnictwem Śląsk w  Katowicach. W latach 1962–1978 pracował jako scenograf w Teatrze Śląskim w Katowicach. W latach 1976–1989 pełnił natomiast funkcję Naczelnego Plastyka Miejskiego Katowic. Był również grafikiem wydawnictwa Muzeum Śląskiego. Od 1977 roku był wykładowcą w Wydziału Pedagogiczno-Artystycznego Uniwersytetu Śląskiego (filia w Cieszynie), gdzie prowadził Pracownię Malarstwa i Rysunku.

## Twórczość
Wczesne prace artysty zdradzają jego fascynacje kubizmem syntetycznym, eksperymentuje również z malarstwem abstrakcyjnym oraz sztuką informel. W  latach 60. zajmuje się już niemal całkowicie malarstwem materii. W jego pracach dominują naturalne materiały (m.in. piasek, ziemia, deski, pozostałości po różnych przedmiotach), wykorzystywane do tworzenia kolaży i assamblage’y. Wcześnie pojawiają się w jego pracach szablony liter i cyfr. W późniejszych latach często urozmaicał poszukiwania o aktualne inspiracje i świeże kierunki, m.in. w stosowaniu jaskrawych barw czy rozmaitych gier z tradycyjnymi technikami. Nie mniej pozostawał zawsze wierny poszukiwaniom w  obrębie płaszczyzny i  tekstury obrazu, poszukując niezmiennie łącznika formalnego z symbolicznym i emocjonalnym przekazem.
Jego prace znajdują się w zbiorach m.in.: Galerii Sztuki Współczesnej BWA, Muzeum Śląskiego, Muzeum Historii Katowic, Muzeum Górnośląskiego oraz wielu kolekcjach prywatnych.

## Nagrody i odznaczenia
- 1965 r. Wojewódzką Nagrodę Artystyczna za osiągnięcia artystyczne w grafice i scenografii teatralnej.
- 1986 r. I nagroda Grand Prix ’86 w konkursie na plakat kulturalny roku Miasta Katowice.

Odznaczony Srebrnym Krzyżem Zasługi, Odznaką Zasłużony Działacz Kultury, Złotą Odznaką Zasłużony w Rozwoju Województwa Katowickiego.